# Rhododendron linguiense
Rhododendron linguiense är en ljungväxtart som beskrevs av G.Z. Li. Rhododendron linguiense ingår i släktet rododendron, och familjen ljungväxter. Inga underarter finns listade i Catalogue of Life.